# Cecilia Mangini
Cecilia Mangini (Mola di Bari, 31 luglio 1927 – Roma, 21 gennaio 2021) è stata una regista, sceneggiatrice e fotografa italiana.
È considerata la prima documentarista donna in Italia.

## Biografia

### Infanzia e formazione
Figlia di un pugliese e di una toscana, suo padre appartiene a una famiglia di piccoli industriali nel settore della concia delle pelli, che viene travolta dalla crisi economico-finanziaria dei primi anni trenta. I suoi genitori nel 1933 si risolvono così a trasferirsi a Firenze; mantengono tuttavia l'abitudine di effettuare soggiorni in Puglia, che si prolungano dai mesi estivi fino a settembre, quando si tiene la Fiera del Levante, frequentata dal padre per motivi professionali. Questo appuntamento annuale assicura alla piccola Cecilia la possibilità di sperimentare, nella casa di campagna del nonno paterno, una libertà che le è di fatto negata in Toscana: sebbene più ricca di opportunità, la Firenze della micronobilità materna la imbriglia in regole sociali che a Mola appaiono invece sospese, permettendole così di frequentare con la stessa naturalezza le case dei possidenti e i figli dei contadini. Suo padre, del resto, dopo la partecipazione alla prima guerra mondiale ha assunto posizioni pacifiste e si è legato al socialismo riformista di Leonida Bissolati, mantenendo negli anni del fascismo se non un'esplicita distanza, almeno un distacco disincantato verso parate e camicie nere, retorica della romanità e fantasticherie sui radiosi destini che attendono la Patria.
Fin da ragazza, Cecilia Mangini comincia ad interessarsi di fotografia e di cinema, soprattutto grazie alla frequentazione dei CineGUF. Alla fine della guerra, viene mandata poco più che adolescente in un collegio svizzero per un soggiorno che le risparmi le durezze della ricostruzione post-bellica: qui ha modo di incontrare fortuitamente il cinema di Jean Renoir e resta folgorata dal suo capolavoro, La grande illusione. Tornata a Firenze, riprende la passione per il cinema e inizia a frequentare i neonati cineclub democratici, che in poco tempo la mettono di fronte alle migliori pellicole del cinema internazionale sino ad allora soggette alla censura fascista. Viene quindi conquistata dal cinema del neorealismo.

### Gli anni dei reportage cinematografici
Nel 1952, venticinquenne, si trasferisce a Roma, per lavorare nella federazione nazionale dei cineclub, dove conosce e sposa il regista Lino Del Fra.
A Roma inizia la non usuale attività di fotografa, "non un mestiere per signorine": soprattutto perché lo interpreta rinunciando alla fotografia di posa in favore di quella di strada, perché proprio "nelle strade l'umanità vive, si dibatte, si diverte, soffre. Tutto questo è a disposizione di chiunque abbia una macchina con un obiettivo". Un'attività che la porterà a collaborare con importanti riviste cinefile come Il Punto, Cinema Nuovo, Cinema '60, L’Eco del cinema, oltre che a immortalare scatti su e giù per la Penisola.
Nell'estate del 1952 parte assieme al marito per le isole Eolie e, con una fotocamera Zeiss Super Ikonta 6×6, documenta le condizioni di vita e di lavoro sulle isole di Lipari e Panarea.

### L'esordio nel cinema documentario
Createsi, per via legislativa, le condizioni per il fiorire di cortometraggi non di finzione, il giovane produttore Fulvio Lucisano le propone di dedicarsi al cinema documentario: sarà la prima donna in Italia a cimentarsi nel genere. In effetti, come Cecilia Mangini ha tenuto a dire in anni recenti, "io sono una documentarista. Chi fa documentari è assai più libero del regista di film di finzione, ed è per questo, per la mia indole libertaria con cui convivo fin da bambina, che ho voluto essere una documentarista. Il documentario è il modo più libero di fare cinema e non solo dal punto di vista produttivo perché resta un genere povero: mantiene una permeabilità alle sorprese della realtà che la finzione non si può permettere proprio perché vincolata al denaro". Esso è "lo sguardo che cattura la verità" perché "acchiappa ciò che è unico" e disappanna gli sguardi e le menti, ma anche "la placenta del cinema vero, la riserva del talento, dell'immaginazione, della fantasia, della tecnica: di tutto quello che fa il cinema".
Cecilia Mangini inizia a dirigere, assieme al marito e anche in collaborazione con Pier Paolo Pasolini, lavori documentaristici sulle periferie cittadine e sul controllo sociale delle classi subalterne. Nel 1958 debutta con il cortometraggio a colori Ignoti alla città, ispirato al romanzo Ragazzi di vita con il quale Pier Paolo Pasolini, appena tre anni prima, ha dipinto con tratti lirici ma disincantati la quotidianità degli adolescenti di borgata: un sottoproletariato urbano a cavallo tra espedienti e sogno, calci al pallone e spiccioli rubati, improvvisate lotte di cani e desiderio di scarpe nuove, nel cono d’ombra di un boom economico che stenta a includere tutti. Nonostante il rifiuto della mostra del Cinema di Venezia di inserire la pellicola tra i film in concorso e l'immediata bocciatura da parte della censura, che si risolve parzialmente solo grazie a una movimentata battaglia parlamentare, Ignoti alla città dà avvio alla collaborazione fra la regista e Pasolini, una collaborazione fortuita e spontanea: per trovare la disponibilità dello scrittore friulano, che non conosceva, a Cecilia Mangini è bastato cercare il suo numero di telefono sull’elenco e attendere che alzasse la cornetta.
Nel 1962 il rapporto tra i due trova seguito ne La canta delle Marane, considerato tra i migliori documentari del cinema italiano: una trama semplice, una telecamera che riprende con lunghi piani sequenza l'estate di una banda di ragazzini smilzi e impuniti alla periferia della Capitale, i loro giorni uguali nell'incanto di un mondo ancora immune alla modernità, e poi scruta nelle pieghe dei loro sguardi e dei loro desideri. L'incanto cessa con la comparsa improvvisa in mezzo alla vegetazione di una coppia di vigili, unico legame con il mondo adulto che non li comprende né li accoglie. La canta delle Marane rappresenta la prima occasione nella quale Cecilia Mangini affida i commenti musicali al compositore Egisto Macchi, che sarà in seguito presenza costante nella produzione della documentarista.
Pasolini non è comunque l'unico scrittore con cui Cecilia Mangini collabora: nel 1959 gira infatti Firenze di Pratolini con testi del romanziere toscano, spaccato della vita quotidiana fiorentina non ancora alterata dal turismo, tra bottegucce e osterie, venditori di lampredotto  barcaioli sull'Arno, ancora per poco miracolosamente immuni alla tumultuosa processione del tempo.
Il tema delle periferie ritornerà negli anni settanta con La briglia sul collo (1974), cortometraggio su un alunno ribelle del popolare quartiere romano San Basilio.

### L'indagine sull'arcaismo del Mezzogiorno
Nel 1960 Cecilia Mangini cura la regia del fondamentale Stendalì – Suonano ancora: la cinepresa stavolta non punta alle dinamiche di città cresciute troppo in fretta, ma all'immota Grecìa salentina dove, nell'ombra di case bianche bianche, fatte di un carparo quasi cotto dal sole, le ultime prefiche vestite di nero ripetono ancora misteriosi canti funebri in dialetto grico, piangendo e dimenandosi come in un rituale arcaico. Solo l'anno precedente l'antropologo Ernesto De Martino, prima ancora di indagare il tarantismo nel celebre La terra del rimorso. Contributo a una storia religiosa del Sud, con l'altro saggio Morte e pianto rituale nel mondo antico aveva portato alla luce il significato catartico dei riti di trapasso in un Mezzogiorno profondo e altrimenti incomprensibile.
Uno sguardo sul Mezzogiorno, vicino alle radici perdute dell'infanzia pugliese della regista, è anche Maria e i giorni (1960), che ha per protagonista l'anziana conduttrice di una masseria non lontana dall'abitazione del nonno paterno della regista: un tempo Maria fu la concubina di un signorotto locale che si divideva tra Napoli e quest'angolo di Puglia. Le immagini del documentario restituiscono la quotidianità di un interno familiare contadino: gli spazi, gli oggetti, le abitudini, il rapporto con le nuore e il nipote, ma anche le pratiche religiose, il "colloquio coi santi" e con lo "spirito gaguro" che si diverte a fare impazzire gli animali: "formule antiche", quasi magiche, di un'anziana ancora indomita nonostante l'età e le maldicenze. "Religiosità e solitudine, ira e superstizione, avarizia, grettezza, rimpianto: non riescono a nascondere la presenza dei suoi giorni operosi. Nata al lavoro, va alla fatica di sempre come la vecchia zappa, condannata a cadere in disuso ma che ancora sa aprire la terra per il bisogno degli uomini".

### I lungometraggi politici
Nel 1962 Cecilia Mangini firma insieme al marito e al siciliano Lino Micciché la regia del più politico, anzi palesemente militante, All'armi, siam fascisti!, che per i testi si avvale del contributo di Franco Fortini: nel lungometraggio, tra immagini d'epoca e voci fuori campo affidate a Giancarlo Sbragia, Emilio Cigoli e Nando Gazzolo, si ripercorre l’ascesa e il declino del movimento fascista in Italia e le sue reviviscenze in epoca repubblicana ben oltre piazzale Loreto, fino all’appoggio al governo del democristiano Tambroni e ai moti di Genova del 1960.
La pellicola è commissionata dal Partito Socialista Italiano, per il quale si va profilando l'ingresso nel governo e che pertanto vuole rassicurare l'opinione pubblica accreditandosi come una forza pienamente inserita nell'alveo democratico. I registi ignorano però gli auspici della committenza e danno al film un taglio schiettamente marxista; prendono posizione e non si sottraggono, ad esempio, dal raccontare le connivenze tra il regime e la Chiesa e dall'interrogarsi se esista ancora il fascismo, e quali forme esso abbia assunto nel presente, nella politica, nei processi culturali e nei sistemi di produzione. Riescono persino a inimicarsi i vertici del PCI e dei Paesi comunisti, denunciando la deriva totalitaristica di Stalin e paragonando il franchismo alle repressione di Ungheria del 1956. Il film è invitato al Festival internazionale del cinema di Karlovy Vary, in Cecoslovacchia, ma poi non viene proiettato. Le parole di Franco Fortini alla conclusione del lungometraggio danno il senso dell'operazione sottesa sua alla realizzazione: "Questo film non vuole persuadere nessuno, vuole dire soltanto che noi siamo i figli degli eventi riassunti, ma siamo anche i responsabili del presente: in ogni momento, in ogni scelta, in ogni silenzio come in ogni parola, ciascuno di noi decide il senso della propria vita e quella altrui".
Dopo la presentazione al Festival di Venezia, la censura ministeriale ne ritarda di molti mesi l'uscita nelle sale, che viene accompagnata da una scia di polemiche e anche di incidenti. Il successo al botteghino è però clamoroso, e anche la critica lo accoglie molto favorevolmente: la recensione apparsa il 13 maggio 1962 su La Stampa si sbilancia al punto da sottolineare "la sincerità, il rigore, la forza di suggestione, il valore di monito e di insegnamento di un film che tutti dovrebbero vedere se non altro per compiere l'esame di coscienza che esso continuamente richiede". Il 19 maggio l'Avanti! scrive "È un viaggio a ritroso, verso il passato, verso il fondo di noi stessi e della nostra condizione di italiani del 1962, un esame di coscienza collettivo, una acquisizione immediata, attraverso la forza dell'immagine, di cinquant'anni di storia italiana". Per poi concludere: "Con le ultime scene del film arriviamo ai giorni nostri, con la cavalleria di Tambroni che carica come quella di Bava Beccaris a testimonianza della vocazione reazionaria della nostra borghesia".
La vicinanza politica al Partito Comunista Italiano porta nel 1963 Mangini, Del Fra, Micciché e Fortini a lavorare di nuovo insieme al documentario La statua di Stalin. Tuttavia gli autori sono costretti a disconoscerne la paternità dopo che la produzione ne impone pesanti rimaneggiamenti per assicurarne la distribuzione negli Stati Uniti e nei Paesi del Patto Atlantico Il film, ridotto dalle tre ore e mezza originarie a meno di due, uscirà poi con il titolo Processo a Stalin e sarà accreditato solo al produttore Fulvio Lucisano e al montatore Renato May.

### Lo sguardo sull'Italia che cambia
Nel volgere degli anni sessanta la documentarista affronta i temi emergenti di una società in rapida trasformazione materiale e immateriale, analizzando la trasformazione del paesaggio e i drammi sociali legati al boom economico. Con Divino Amore (1961) scruta la religiosità popolare, un cattolicesimo sospeso tra antichi riti e luoghi nuovi attorno al santuario della Madonna del Divino Amore, una chiesa settecentesca nell'agro di Roma quasi dimenticata fino ai giorni difficili dei bombardamenti sulla Capitale, che per gli anni a venire ne rilanciarono la devozione.
Nel mediometraggio Essere donne (1965), commissionato per una campagna elettorale del PCI, Cecilia Mangini si occupa della condizione femminile in Italia negli anni del boom economico: dall'immagine delle dive del cinema veicolate dai primi rotocalchi alle donne di tutti i giorni, giovanissime e anziane, casalinghe, operaie e braccianti, nella terra d'origine o nei luoghi di emigrazione. Un'analisi di costume e psicologica, nella quale non possono che affacciarsi, però, anche i temi dell'impegno sindacale e politico, che si traducono, ad esempio, nelle rivendicazioni per salari equi o per asili comunali che abbiano orari compatibili con quelli del lavoro delle madri. Vengono così disattese le aspettative auto-promozionali delle imprese che, tenute dalla regista all'oscuro dalle reali intenzioni del film, le avevano concesso di riprendere la vita di fabbrica. Nonostante i consensi raccolti anche all'estero, con il Premio della giuria al festival documentario di Lipsia assegnatole da Joris Ivens, John Grierson e Jerzy Toeplitz, la commissione ministeriale negò a Essere donne il riconoscimento di qualità, escludendolo quindi dalla distribuzione nelle sale cinematografiche in abbinamento a un film. La decisione diede vita a un vivace dibattito che pose il tema del pregiudizio ideologico dei commissari nella valutazione dell'opera, al quale il ministero competente ritenne di dover intervenire con un comunicato per smentire gli intenti censori dietro l'esclusione del film.
Nel coloratissimo e brillante Felice Natale (1965), la regista precorre i tempi e in pieno boom economico prende di mira con tagliente sarcasmo la frenesia compulsiva degli acquisti prima delle feste che imbrigliano un mondo piccolo-borghese incantato dal simulacro del denaro. I miti del benessere affiorano, stavolta con la prospettiva di ceti popolari non più agricoli ma altrettanto poveri e per di più snaturati, anche in Tommaso (1967), storia di un ventenne pugliese il cui orizzonte è stretto tra le raccomandazioni per entrare a lavorare al petrolchimico di Brindisi e il desiderio di una motocicletta tutta sua. L'anno precedente, l'industrializzazione imposta ad un Mezzogiorno ancora profondamente agricolo è il tema di Brindisi '65, che tratteggia la normalizzazione dei ceti bracciantili via via sottratti alle campagne per essere impiegati nella fabbrica moderna, il recente impianto petrolchimico Monteshell nella città di Brindisi. Dalla fiera povertà antica delle campagne lucane, che era stata tratteggiata pochi anni prima da Del Frà ne La passione del grano (1960), la distanza sembra ormai irrecuperabile.
In quegli anni le attenzioni di Cecilia Mangini si rivolgono, inoltre, alle difficoltà economiche e alla miseria sociale della città italiana che più di altre sta pagando il prezzo della guerra fredda (O Trieste del mio cuore, 1964), al controverso tema dell'eutanasia (La scelta, 1967), al professionismo nello sport come strumento di emancipazione economica (Pugili a Brugherio, episodio del reportage in due puntate per la RAI Domani Vincerò, 1969: notevole anche l'altro episodio sull'Italsider a Taranto), a un sistema educativo pericolosamente a rischio dell'omologazione sociale (La briglia sul collo, 1972).
Ma alle opere firmate in prima persona si accompagna una collaborazione altrettanto intensa a quelle accreditate a suo marito Lino. L'opera di Cecilia Mangini è infatti inestricabilmente connessa a quella del coniuge, con il quale ha formato un sodalizio tanto intenso da rendere difficile distinguere nei loro lavori i contributi individuali.

### I premi
Oltre al già citato premio al festival documentario di Lipsia per Essere donne, il cinema di Cecilia Mangini riscuote negli anni riconoscimenti in Italia e all'estero: nel 1961 Fata Morgana, di cui è coautrice della sceneggiatura, ottiene il Leone d'oro a Venezia; più avanti conquista il Pardo d'oro al festival del cinema di Locarno con Antonio Gramsci - I giorni del carcere (1977), del quale firma soggetto e sceneggiatura insieme a Lino Del Fra, che ne cura la regia. La pellicola, che vede Riccardo Cucciolla nei panni del protagonista, racconta con rigore storiografico gli anni di prigionia dell'intellettuale comunista nel carcere di Turi, la complessità delle relazioni interpersonali con i compagni di prigionia, con i familiari, con i dirigenti del partito ancora in libertà. Nonostante il tema, i coniugi-registi (che sono comunisti eterodossi, muovendo l'uno da posizioni marxiste antistaliniste e l'altra da un approccio libertario e anarchico) operano in maniera autonoma, senza praticamente alcun rapporto con il PCI. E in effetti, all'uscita, il film non riceve l'atteso riconoscimento del massimo dei voti dal critico cinematografico dell'Unità.

### Il silenzio degli anni ottanta e novanta
Dopo aver firmato a quattro mani insieme al marito Comizi d'amore '80 (1983), un rapporto in tre puntate sulla sessualità tra gli italiani, commissionato dalla Rai a diciotto anni di distanza dall'analoga indagine condotta da Pasolini, Cecilia Mangini si concede una lunga pausa, in parte dovuta alla progressiva chiusura degli spazi per il cinema documentario in Italia, "diventato una cosa anoressica fino a scomparire".

### Gli ultimi anni
Nel 2009 la figura e l'opera di Cecilia Mangini sono riprese al NodoDoc Festival di Trieste. Dal 2012 fa parte del comitato di consulenza e rappresentanza del periodico Diari di Cineclub. Nel 2010 la Teca del Mediterraneo, diretta da Waldemaro Morgese, produce con Fluid produzioni il film documentario su Cecilia Mangini intitolato Non c'era nessuna signora a quel tavolo, per la regia di Davide Barletti e Lorenzo Conte, della durata di 66 minuti, presto trasmesso su Rai Storia.
Il lungo silenzio cinematografico è interrotto solo nel 2012 quando, in un contesto di rinnovata vitalità per la documentaristica, insieme all'altra regista molese e sua allieva Mariangela Barbanente Cecilia Mangini torna alla regia con il documentario In viaggio con Cecilia: una disincantata scorrazzata automobilistica nelle contraddizioni (e nelle devastazioni) di una Puglia nella quale i canti delle prefiche hanno lasciato il posto a uno sviluppo che non ha portato progresso, per riprendere la celebre antinomia pasoliniana. La Puglia si fa così pretesto per raccontare un'Italia nella quale all'ingenuità picaresca dei ragazzi di borgata di mezzo secolo prima si è sostituita l'apatia da movida di troppi giovani che dal futuro non si aspettano nulla perché, come dice uno degli intervistati, "non mi sono informato". "Scusa ma perché? Chi te lo ha impedito?" risponde piccata la stessa regista.
Il 21 settembre 2017 al Museo del Costume di Nuoro viene inaugurata la mostra fotografica Isole, viaggio fotografico a Lipari e Panarea, a cura di Claudio Domini e Paolo Pisanelli.
Il 28 novembre 2020 l'associazione Museo Nazionale del Cinema le conferisce il premio Maria Adriana Prolo e le dedica un numero speciale di Mondo Niovo, la rivista dell'associazione diretta da Caterina Taricano.
Tra il 2016 e il 2021 realizza tre documentari e tre cortometraggi in coregia con Paolo Pisanelli: Due scatole dimenticate – un viaggio in Vietnam (2020) Grazia Deledda la rivoluzionaria (2021), Il mondo a scatti, (2021),  prodotti da OfficinaVisioni in collaborazione con Rai Cinema. Il mondo a scatti è co-prodotto da Luce-Cinecittà. I tre film sono visibili su RaiPlay.
Cecilia Mangini muore a Roma a 93 anni, il 21 gennaio 2021.

## Filmografia

### Regista
- Ignoti alla città (1958)
- Maria e i giorni (1959)
- Firenze di Pratolini (1959)[35]
- La canta delle marane (1961)
- Stendalì - Suonano ancora (1960)
- La passione del grano, co-regia di Lino del Fra (1960)
- Fata Morgana, co-regia di Lino del Fra (1961)
- All'armi, siam fascisti!, film di montaggio, co-regia di Lino Del Fra e Lino Miccichè (1962)
- La statua di Stalin, film di montaggio, co-regia di Lino Del Fra (1963)[36] (poi disconosciuto)
- Divino amore (1963)
- O Trieste del mio cuore… (1964)
- Pugili a Brugherio (1965)
- Felice Natale (1965)
- Essere donne (1965)
- Tommaso (1965)
- Italia allo specchio: Sardegna (1966)
- Brindisi '65 (1966)
- La scelta (1967) - cortometraggio di finzione
- Domani vincerò (1969)
- L'altra faccia del pallone (1972)
- La briglia sul collo (1972)
- Dalla ciliegia al lambrusco (1973)
- In viaggio con Cecilia, documentario, co-regia di Mariangela Barbanente (2013)
- Facce,  co-regia di Paolo Pisanelli (2019)
- Due scatole dimenticate – un viaggio in Vietnam, documentario, co-regia di Paolo Pisanelli (2020)[37]
- Grazia Deledda la rivoluzionaria, documentario, co-regia di Paolo Pisanelli (2021)
- Il mondo a scatti, documentario, co-regia di Paolo Pisanelli (2021)

### Sceneggiatrice
- Firenze di Pratolini (1959)
- Stendalì - Suonano ancora (1960)
- All'armi, siam fascisti!, lungometraggio, regia di Lino Del Fra, Cecilia Mangini e Lino Micciché (1962)
- La torta in cielo, regia di Lino Del Fra (1970)
- La villeggiatura, regia di Marco Leto (1973)
- Antonio Gramsci - I giorni del carcere, regia di Lino Del Fra (1977)
- Klon, lungometraggio, regia di Lino Del Fra (1994)
- Regina Coeli, regia di Nico D'Alessandria (2000)
- In viaggio con Cecilia, regia di Mariangela Barbanente e Cecilia Mangini (2013)
- Il mondo a scatti, regia di Cecilia Mangini e Paolo Pisanelli (2021)

### Attrice
- Non c'era nessuna signora a quel tavolo. Il cinema di Cecilia Mangini di Davide Barletti e Lorenzo Conte (2010)
- In viaggio con Cecilia di Cecilia Mangini e Mariangela Barbanente (2013)
- All'armi, siam registi! Cecilia Mangini racconta Lino Del Fra di Matteo Delai, Anna Facin, Giulia Miotto, Valentina Orlando (2015)[38]
- Sentinelle del nulla: il cinema esistenzialista di Luigi Di Gianni di Cristiano Bellemo, Silvia Dal Bello, Roberta Nagliati, Anna Sinigaglia (2017)[39]
- La sfida di Cecilia Mangini regista quando le Donne non osavano di Federico Benetello, Claudia Ferrara, Andrea Zanco (2017)[40]
- Lievito madre - Le ragazze del secolo scorso di Esmeralda Calabria e Concita De Gregorio (2017)[41]
- Vif-argent di Stéphane Batut (2019)[42]
- Due scatole dimenticate – un viaggio in Vietnam, documentario, regia di Cecilia Mangini e Paolo Pisanelli (2020)
- Grazia Deledda la rivoluzionaria, regia di Cecilia Mangini e  Paolo Pisanelli (2021)
- Il mondo a scatti, documentario, regia di Cecilia Mangini e Paolo Pisanelli (2021)

## Riconoscimenti
- Quarzo d'Oro alla carriera - Le Giornate della Luce di Spilimbergo, 2020
- Premio Maria Adriana Prolo alla carriera 2020 – Associazione Museo Nazionale del Cinema (AMNC) di Torino – Torino Film Festival
- Premio alla carriera 2017 – Festival de Cine Italiano de Madrid
- Sigillo della Pace 2016 – Festival Internazionale di Cinema e Donne
- Premio Cinema del reale 2013
- Premio "Bizzarri" Una Vita per il Documentario 2013 – Premio Libero Bizzarri – DOC Film Festival
- Medaglia del Presidente della Repubblica Italiana 2009 – Premio Solinas
- Premio alla Carriera 2009 – Visioni Fuori Raccordo Film Festival
- Premio Cinema del reale 2005
- Premio speciale della giuria al Festival di Lipsia 1965 al film Essere Donne